# El Pont d'Arcalís
|  | Aquest article tracta sobre el grup musical. Vegeu-ne altres significats a «pont d'Arcalís». |

El Pont d'Arcalís és un grup de música tradicional catalana que divulga la música i la cançó tradicional del Pirineu.
Els seus dos primers discs Balls i cançons del Pirineu i Pirineus van ésser guardonats amb el Premi al millor disc de l'any de música folk dels Premis Enderrock i Pirineus va obtenir la menció al Disc Folk del Premi Disc Català de l'Any 1999, de Música sense fronteres, de Ràdio 4.
El grup es dissol la primavera de l'any 2021 després de la mort de Jordi Fàbregas.

## Discografia[4]
- Balls i cançons de camp i muntanya (TRAM, 1995)
- Balls i cançons del Pirineu (TRAM, 1998)
- Pirineus (Discmedi, 2001)
- De lluna vella. Tonades i cançons dels Pirineus (Discmedi, 2002)
- Del pirineu estant (Discmedi, 2002)
- Del Piemont als Pirineus (Discmedi-Blau, 2004)
- Aigua, més aigua! (Discmedi, 2005)
- El Pont d'Arcalís i Les Violines (Discmedi, 2007)
- Foc al tribunal (DiscMedi-Blau, 2011)
- La Seca, la Meca i les Valls d'Andorra (Discmedi, 2014)